# Gatineau Loppet
 (juin 2025).
Si vous disposez d'ouvrages ou d'articles de référence ou si vous connaissez des sites web de qualité traitant du thème abordé ici, merci de compléter l'article en donnant les références utiles à sa vérifiabilité et en les liant à la section « Notes et références ».
La Gatineau Loppet est une course annuelle de ski de fond. Le nom rappelle celui de la ville d'accueil, Gatineau (à côté d'Ottawa), et du parc de la Gatineau où se déroule l'épreuve. Elle est la seule course canadienne appartenant au circuit Worldloppet, qui regroupe une dizaine de courses de ski de fond longue distance dans le monde.
La Gatineau Loppet se déroule le deuxième weekend de février. Des courses de différentes longueurs sont proposées sur les deux jours, afin de regrouper tous types de skieurs. Il est possible de choisir entre des courses de style classique et des courses de style libre, c'est-à-dire avec la technique du pas du patineur. Depuis 2014, il est également possible de prendre part à des courses en raquettes.

## Histoire
À sa création en 1977, la course s'appelait la Randonnée de la Rivière Rouge et elle se déroulait sur 55 km, entre la Rivière rouge et la ville de Lachute.
En 1983, la course change de décor et s'installe dans le parc de la Gatineau. Elle prend alors le nom de Gatineau 55. On crée aussi à ce moment-là une seconde course plus courte, de 35 km. Le point de départ des courses se faisait au niveau du Centre Asticou. Après quelques années, le départ s'est finalement déplacé derrière le CEGEP de l'Outaouais, au niveau de l'école secondaire Mont-Bleu, pour bénéficier d'un plateau de départ mieux adapté.
En 1996, on a de nouveau changé le nom de l'épreuve pour l'appeler Keskinada Loppet. Ce nom a été choisi dans le cadre d’un concours populaire où le « ke » signifie Québec, « ski » pour ski de fond et « nada » pour Canada. Le parcours a été réduit à 50 km, avec des pistes plus boisées et mieux protégées du froid et du vent. En 1997, afin de satisfaire à la demande, la Keskinada Loppet comportait, pour la première fois, un 50 km classique, un 50 km style libre ainsi qu'une randonnée de 10 km et une Mini-Keski de 2 km, pour les enfants. Lors du 25e anniversaire, soit en 2003, la Keskinada Loppet a atteint un taux de participation record de 3 300 skieurs.
Enfin, en 2008, pour son 30e anniversaire, la course a été renommée avec le nom qu'on lui connaît aujourd'hui : la Gatineau Loppet.

## Différentes courses
- 51 km style classique
- 51 km style libre
- 27 km style classique
- 27 km style libre
- 15 km style classique
- 10 km style libre
- 5 km style classique
- Mini (2 km, pour les enfants)
- 10 km raquettes
- 5 km raquettes
- 2,5 km raquettes

## Palmarès

### Hommes
| Année | Nom                   | Pays       | Temps           | Distance (km) | Style     |
| ----- | --------------------- | ---------- | --------------- | ------------- | --------- |
| 1977  | Stephen Sander        | Canada     | 3 h 42 min 22 s | 55            |           |
| 1979  | Bjorn Arvnes          | Norvège    | 3 h 14 min 31 s | 55            |           |
| 1980  | Rudi Kapeller         | Autriche   | 2 h 57 min 34 s | 55            |           |
| 1983  | Lars Frykberg         | Suède      |                 | 55            |           |
| 1984  | Lars Frykberg         | Suède      |                 |               |           |
| 1985  | Orjan Blomqvist       | Suède      |                 |               |           |
| 1986  | Orjan Blomqvist       | Suède      |                 |               |           |
| 1987  | Orjan Blomqvist       | Suède      |                 |               |           |
| 1988  | Anders Blomqvist      | Suède      | 2 h 46 min 46 s | 55            |           |
| 1989  | Pierre Harvey         | Canada     | 2 h 41 min 54 s | 55            |           |
| 1992  | Stefan Eriksson       | Suède      | 2 h 56 min 45 s | 55            |           |
| 1993  | Hans Christian Udnaes | Norvège    | 1 h 51 min 48 s | 42            |           |
| 1994  | Chris Blanchard       | Canada     | 2 h 32 min 39 s | 55            |           |
| 1995  | Hakkan Westin         | Suède      | 2 h 13 min 35 s | 50            |           |
| 1997  | Manfred Nagl          | Autriche   | 2 h 20 min 19 s | 50            | Libre     |
| 1997  | Mark Rab              | Canada     | 2 h 50 min 13 s | 50            | Classique |
| 1998  | Jean Paquet           | Canada     | 1 h 30 min 40 s | 42            | Libre     |
| 1998  | Richard Weber         | Canada     | 1 h 50 min 02 s | 42            | Classique |
| 1999  | Marc Gilberston       | États-Unis | 1 h 48 min 17 s | 50            | Libre     |
| 1999  | Alexandre Klinov      | Russie     | 2 h 15 min 36 s | 50            | Classique |
| 2000  | Robin McKeever        | Canada     | 2 h 05 min 57 s | 50            | Libre     |
| 2000  | Richard Weber         | Canada     | 2 h 38 min 32 s | 50            | Classique |
| 2001  | Marc Gilberston       | États-Unis | 1 h 53 min 09 s | 50            | Libre     |
| 2001  | Patrick Fine          | France     | 2 h 43 min 54 s | 50            | Classique |
| 2002  | Karl Saidla           | Canada     | 2 h 22 min 04 s | 50            | Libre     |
| 2002  | John Bennett          | Canada     | 2 h 37 min 21 s | 50            | Classique |
| 2003  | Gianantonio Zanatel   | Italie     | 1 h 52 min 51 s | 50            | Libre     |
| 2003  | Guido Visser          | Canada     | 2 h 15 min 25 s | 50            | Classique |
| 2004  | Stanislav Rezac       | Tchéquie   | 1 h 56 min 01 s | 50            | Libre     |
| 2004  | Stanislav Rezac       | Tchéquie   | 2 h 58 min 23 s | 50            | Classique |
| 2005  | Stanislav Rezac       | Tchéquie   | 2 h 13 min 16 s | 50            | Libre     |
| 2005  | Stanislav Rezac       | Tchéquie   | 2 h 36 min 34 s | 50            | Classique |
| 2006  | David Zylberberg      | Canada     | 2 h 13 min 18 s | 53            | Libre     |
| 2006  | Phil Shaw             | Canada     | 2 h 30 min 46 s | 51            | Classique |
| 2007  | Stephen Hart          | Canada     | 2 h 28 min 34 s | 53            | Libre     |
| 2007  | Phil Shaw             | Canada     | 2 h 53 min 58 s | 53            | Classique |
| 2008  | Ian Babikov           | Canada     | 2 h 21 min 48 s | 53            | Libre     |
| 2008  | Yuri Koslov           | Russie     | 2 h 43 min 06 s | 53            | Classique |
| 2009  | Thomas Freimuth       | Allemagne  | 2 h 06 min 53 s | 53            | Libre     |
| 2009  | Geir Strandbakke      | Norvège    | 2 h 25 min 27 s | 53            | Classique |
| 2010  | Robin McKeever        | Canada     | 2 h 16 min 02 s | 49            | Libre     |
| 2010  | Phil Shaw             | Canada     | 2 h 50 min 53 s | 49            | Classique |
| 2011  | Aidan Lennie          | Canada     | 2 h 07 min 52 s | 51            | Libre     |
| 2011  | Juergen Uhl           | Allemagne  | 2 h 30 min 26 s | 53            | Classique |
| 2012  | Adam Swank            | États-Unis | 2 h 06 min 51 s | 51            | Libre     |
| 2012  | Jon Arne Enevoldson   | Norvège    | 2 h 37 min 45 s | 51            | Classique |
| 2013  | Ian Murray            | Canada     | 2 h 30 min 11 s | 51            | Libre     |
| 2013  | Benoit Chauvet        | France     | 2 h 41 min 52 s | 55            | Classique |
| 2014  | Marc-André Bedard     | Canada     | 2 h 22 min 26 s | 51            | Libre     |
| 2014  | Colin Abbott          | Canada     | 2 h 35 min 13 s | 51            | Classique |

### Femmes
| Année | Nom                 | Pays       | Temps           | Distance (km) | Style     |
| ----- | ------------------- | ---------- | --------------- | ------------- | --------- |
| 1977  | Anne Wardlaw        | Canada     | 4 h 30 min 00 s | 55            |           |
| 1982  | Céline Giguere      | Canada     | 3 h 29 min 23 s |               |           |
| 1983  | Marie-Andrée Masson | Canada     |                 | 55            |           |
| 1997  | Nancy Dassie        | Canada     | 2 h 42 min 56 s | 50            | Libre     |
| 1997  | Claudia Van Wijk    | Canada     | 3 h 28 min 03 s | 50            | Classique |
| 1998  | Nadejda Slesareva   | Russie     | 1 h 39 min 20 s | 42            | Libre     |
| 1998  | Natalya Kuziac      | Canada     | 2 h 21 min 08 s | 42            | Classique |
| 1999  | Marie-Odile Raymond | Canada     | 2 h 05 min 47 s | 50            | Libre     |
| 1999  | Claudia Van Wijk    | Canada     | 2 h 57 min 23 s | 50            | Classique |
| 2000  | Nancy Dassie        | Canada     | 2 h 18 min 41 s | 50            | Libre     |
| 2000  | Deena Shankman      | Canada     | 3 h 15 min 41 s | 50            | Classique |
| 2001  | Tasha Betcherman    | Canada     | 2 h 13 min 05 s | 50            | Libre     |
| 2001  | Deena Shankman      | Canada     | 3 h 20 min 03 s | 50            | Classique |
| 2002  | Sarah Peters        | Canada     | 2 h 43 min 57 s | 50            | Libre     |
| 2002  | Tatiana Outrobina   | Russie     | 3 h 15 min 36 s | 50            | Classique |
| 2003  | Lara Peyrot         | Italie     | 2 h 12 min 58 s | 50            | Libre     |
| 2003  | Pippa Lawson        | Canada     | 3 h 04 min 55 s | 50            | Classique |
| 2004  | Tara Whitten        | Canada     | 2 h 18 min 21 s | 50            | Libre     |
| 2004  | Pippa Lawson        | Canada     | 3 h 41 min 09 s | 50            | Classique |
| 2005  | Muriel Marin        | France     | 2 h 39 min 58 s | 50            | Libre     |
| 2005  | Kathy Davies        | Canada     | 3 h 22 min 58 s | 50            | Classique |
| 2006  | Dasha Gaiazova      | Canada     | 2 h 29 min 16 s | 53            | Libre     |
| 2006  | Marcia Birkigt      | Canada     | 3 h 02 min 50 s | 51            | Classique |
| 2007  | Brooke Gosling      | Canada     | 2 h 48 min 08 s | 53            | Libre     |
| 2007  | Marg Fedyna         | Canada     | 3 h 31 min 42 s | 53            | Classique |
| 2008  | Milaine Theriault   | Canada     | 2 h 41 min 20 s | 53            | Libre     |
| 2008  | Louise Martineau    | Canada     | 3 h 29 min 23 s | 53            | Classique |
| 2009  | Sheila Kealey       | Canada     | 2 h 23 min 36 s | 53            | Libre     |
| 2009  | Taylor Leach        | États-Unis | 2 h 59 min 12 s | 53            | Classique |
| 2010  | Megan McTavish      | Canada     | 2 h 41 min 57 s | 49            | Libre     |
| 2010  | Sheila Kealey       | Canada     | 3 h 03 min 55 s | 49            | Classique |
| 2011  | Kamila Borutova     | Tchéquie   | 2 h 25 min 04 s | 51            | Libre     |
| 2011  | Stephanie Howe      | États-Unis | 2 h 56 min 44 s | 53            | Classique |
| 2012  | Amanda Ammar        | Canada     | 2 h 24 min 54 s | 51            | Libre     |
| 2012  | Tatiana Larionova   | Russie     | 3 h 21 min 23 s | 51            | Classique |
| 2013  | Robyn Anderson      | États-Unis | 2 h 47 min 27 s | 51            | Libre     |
| 2013  | Megan McTavish      | Canada     | 3 h 15 min 18 s | 55            | Classique |
| 2014  | Claude Godbout      | Canada     | 2 h 51 min 01 s | 51            | Libre     |
| 2014  | Marlis Kromm        | Canada     | 3 h 03 min 01 s | 51            | Classique |